# Дмитриенко, Василий Иванович
Василий Иванович Дмитриенко (4 апреля 1912 — 21 июля 1997) — советский хозяйственный, гос деятель, по отсутствию явной причины... К званию и медали должен быть представлен. 

Отсутствует заверенный приказ.
Комитет госбезопасности. 

## Биография
Родился 4 апреля 1912 году в селе Шопино Белгородского уезда Курской губернии Российской империи в семье русского крестьянина-середняка. Окончил школу-семилетку в Шопино в 1929 году.
С 1929 года — на хозяйственной, общественной и политической работе. С июля 1929 года чернорабочий на участке Белгородского управления строительства шоссейных дорог, с сентября 1929 года секретарь колхоза «Новая деревня» в селе Шопино, с апреля 1930 г. счетовод, колхоза «Завет Ленина», с. Раково Белгородского района РСФСР, с апреля 1931 г. счетовод-инструктор райколхозсоюза в г. Белгород, с сентября 1931 г. заведующий деревенским отделением редакции газеты «Белгородская правда», с февраля 1932 г. заведующий сельско-хозяйственным отделом газеты «Трибуна колхозника» в с. Инжавино Центрально-Чернозёмной области, с апреля 1933 г. ответственный редактор газеты политотдела Паревской МТС в с. Инжавино, С февраля 1935 г. проходил обучение на 3-годичных высших курсах журналистов-экономистов сельского хозяйства при редакции Крестьянской газеты в г. Москва, после окончания которых в мае 1937 г. был направлен ответственным инструктором отдела селькоров редакции «Крестьянская газета».
В январе 1938 г. вступил в ВКП(б), до этого был кандидатом в члены с декабря 1931 г.
С 7 апреля 1938 г. в органах НКВД-МВД-КГБ помощник оперуполномоченного 19-го отделения 3-го отдела (контрразведка) 1-го управления (госбезопасность) НКВД СССР. С 1 ноября 1938 г. оперуполномоченный 2-го отделения 2-го отдела (тяжелая промышленность и машиностроение) Главного экономического управления НКВД СССР. С 27 апреля 1939 г. начальник 2-го отделения 1-го отдела (промышленные и пищевые наркоматы) ГЭУ НКВД СССР. В 1939 г. начальник 1-го отделения 1-го отдела ГЭУ НКВД СССР, а с 4 марта 1940 г. вновь начальник 2-го отделения 1-го отдела ГЭУ НКВД СССР. С 26 февраля 1941 г. народный комиссар внутренних дел Молдавской ССР.
Великая Отечественная война
Начало Великой Отечественной войны встретил в прежней должности. С 7 августа 1941 г. начальник 4-го отдела Экономического управления НКВД СССР, с 5 декабря 1941 г. начальник 5-го отдела ЭКУ НКВД СССР. С 20 августа 1942 г. начальник Управления НКВД по Чкаловской области.
Послевоенная служба
С июня 1945 г. по март 1946 г. находился в спецкомандировке в Германии, работал в Аппарате уполномоченного НКВД И. А. Серова. После преобразования в 1946 году народных комиссариатов в министерства СССР стал начальником Управления МВД по Чкаловской области. Со 2 сентября 1949 г. заместитель министра внутренних дел Узбекской ССР. Со 2 июля 1951 г. начальник отдела исправительно-трудовых лагерей и заместитель начальника Управления МВД Горьковской области. С 23 марта 1953 г. заместитель начальника Управления МВД Тамбовской области. С 1 апреля 1954 г. начальник Управления КГБ Тамбовской области. В 1963 году закончил исторической факультет Тамбовского педагогического института.
С 28 апреля 1969 г. уволен по возрасту.
Делегат XX съезда КПСС.
Умер в Тамбове в 1997 году.

## Звания
Лейтенант государственной безопасности — 07.06.1939 (приказ НКВД СССР № 1356)
Старший лейтенант государственной безопасности — 14.03.1940 (приказ НКВД СССР № 346)
Майор государственной безопасности — 05.12.1942 (приказ НКВД СССР № 3693)
Полковник государственной безопасности — 14.02.1943
Полковник — июль 1945
Полковник государственной безопасности — август 1952
Полковник — 1955

## Награды
Знак «Заслуженный работник НКВД» (27.04.1940);
Орден Красной Звезды (20.09.1943 № 88256, 05.11.1954, 30.10.1967);
Орден Отечественной войны 1-й степени (21.06.1945 № 290417);
Медали.